# Сибірський міський округ
Сибі́рський міський округ (рос. Сибирский городской округ) — міський округ у складі Алтайського краю Російської Федерації.
Адміністративний центр та єдиний населений пункт  — селище міського типу Сибірський.

## Населення
Населення — 11993 особи (2019; 11306 в 2010, 12046 у 2002).